# نظام كريتيون للإهتمام بالخصوبة
إن نظام كريتيون للإهتمام للخصوبة هو شكل من أشكال التنظيم الطبيعي للأسرة، حيث يتضمن تحديد فترة الخصوبة أثناء الدورة الشهرية للمرأة. تم تطوير نظام كريتيون بواسطة توماس هيجلرز، مؤسس ومدير مركز بوب بول السادس.
هذا النظام هو مثل نظام إدخال البويضات وهو يرتكز على ملاحظات لعنق الرحم حتى يتم تتبع الخصوبة. نظام كريتيون يمكن أن يتم إستخدامه لهدفين الحمل ومنع الحمل.

## الحيض
إن منع الحيض يعود إلى عادة استخدام منظم الهرمونات لإيقاف أو تقليل الدورة الشهرية على عكس الاختيارات الجراحية لهذا الهدف، مثل إستئصال الرحم أو تذرية بطانة الرحم ؛طرق هرمونية لعلاج الحيض قابلة للاصلاح3 يوجد عدد من الشروط الطبية التي لأجلها تقليل الدورة الشهرية وتقليل النزيف يكون مفيد. بالإضافة إلى أن منع الدورة الهرمونية يمكن أن ينفع اضطرابات الحالة المزاجية المرتبطة بالحيض، أو الشروط الأخرى التي تزيد بتواتر مع الحيض. إن تنظيم الدورة الشهرية يمكن أن يمثل تحدى للذين يعانون من تأخر في النمو أو إعاقة ذهنية . إن منع الحيض يمكن أن ينفع أشخاص مع أعمال خاصة أو احتياجات خاصة بنشاط ما.
يوجد زيادة في الاهتمام المعطى لمنع الدورة الشهرية للأشخاص الذين تم تسجيلهم كإناث وقت الولادة ولكن تحدد نوعهم كذكور والذين عانوا من خلل في الدورة الشهرية . منع الدورة الشهرية كان أيضاً من الأشخاص بسبب العديد من الأسباب الشخصية لتقليل أو منع الحيض، ومنها شهر العسل، العطلات، السفر أو العديد من الأسباب المحددة. معظم الاختيارات من أجل منع الدورة الشهرية ليست مئة بالمئة فعالة، ومع اختيارات عدة لمنع الدورة الشهرية  يمكن أن يحدث نزيف غير محدد.

### -الإستخدامات الطبية
العلاج الهرموني لإيقاف أو تقليل الدورة الشهرية مستخدماً لتنظيم عدد من حالات أمراض النساء ومنها تشنجات وقت الحيض ( تشنجات الرحم )،النزيف الحاد في الدورة الشهرية، نزيف الرحم  الغير طبيعى والغير منتظم.
إن الدورة تتعلق بالتغيرات المزاجية (متلازمة قبل الدورة الشهرية ) وآلام بطنية بسبب تزحزح بطانة الرحم. الحالات الطبية ذات الصِّلة بفقر الدم أو النزيف الحاد بما في ذلك مرض فقر الدم المنجلي، انيميا فقر الحديد، مرض فون ويليبراند، صفائح دموية قليلة من قلة الصفيحات المناعية، أو دماء أخرى، اضطرابات دموية مثل عوامل قصور عوامل التجلط، كل هذه الحالات يمكن أن تنتفع بمنع الدورة الشهرية.
عند المرضى الذين يعانون من الأورام الخبيثة الذين سيحصلون على العلاج الكيميائي الذي يمكن أن يؤدي إلى فقر الدم، الأشخاص الذين يعانون من الأورام الخبيثة المتكررة الذين سيحصلون على زرع الخلايا الجذعية، نزيف الحيض المفرط في هذا العلاج يمكن أن يكون خطير طبياً، وهكذا منع الدورة الشهرية يمكن أن يكون محدد. بالإضافة لوجود حالات طبية أخرى من تفاقم الحيض الذين يمكن أن يستفيدوا من منع الدورة الشهرية، تتضمن نوبات طينية، صداع نصفي حيضي، متلازمة القولون العصبي، ربو.
مشاكل النظافة الشهرية لدى الأفراد الذين يعانون من تأخر في النمو أو إعاقة ذهنية أو إدارة يدوية أو حركيّة مثل منافسات الكرسى المدلوب مثل شلل الحبل الشوكى والشلل الدماغي يمكن أن يؤدوا إلى أن شخص أو مقدم رعاية يطلب منع الدورة الشهرية. عمل أو أنشطة متعلقة بمنع الدورة الشهرية يمكن أن يتضمن انتشار الجنود أثناء عملية في الصحراء، سفر، التخييم في الصحراء أو اهتمامات الرياضيين بمنع الدورة الشهرية أثناء المنافسات والتدريبات . ويوجد تزايد في معرفة الأشخاص الذين تم تسجيلهم كإناث عند الولادة ولكن تم تعريفهم كذكور وهؤلاء الأشخاص يمكن أن يختبروا انزعاج من الحيض وهؤلاء يمكن أن يطلبوا علاج طبى لمنع الحيض.